# Eparchia di Rio de Janeiro e Olinda-Recife
L'eparchia di Rio de Janeiro e Olinda-Recife (in polacco: Diecezja Rio de Janeiro i Olinda-Recife; in portoghese: Diocese de Rio de Janeiro, Olinda e Recife) è un'eparchia della chiesa ortodossa polacca, ha sede nella città di Rio de Janeiro, in Brasile, dove si trova la cattedrale della Beata Vergine Maria.

## Storia
Nel 1986 c'erano due parrocchie ortodosse rispettivamente a Rio de Janeiro e Recife, facenti capo alla chiesa ortodossa cattolica del Portogallo. Nel 1990 la giurisdizione brasiliana si fuse con la chiesa ortodossa polacca e divenne nel 1991 eparchia brasiliana autonoma nell'ambito della chiesa ortodossa polacca. Nel 2001 l'eparchia si è ritirata dalla comunione con la chiesa madre per dissidi con il metropolita, rottura superata nel 2002 con il ritorno alla piena comunione con Varsavia di parte della comunità ortodossa polacca in Brasile.

## Organizzazione
L'eparchia conta 6 parrocchie e 2 monasteri (uno maschile ed uno femminile). Prima della scissione verificatasi nel 2002, l'eparchia di Rio de Janeiro e Recife-Olinda contava 1.200 credenti.